# Le Roseau et l'Olivier

Le Roseau et l'Olivier est une fable d'Ésope (VIIe – VIe siècle av. J.-C.). Elle inspira Jean de La Fontaine pour sa fable Le Chêne et le Roseau et Jean Anouilh pour sa fable intitulée aussi Le Chêne et le Roseau.
En voici une version:

« Le roseau et l’olivier disputaient de leur endurance, de leur force, de leur fermeté. L’olivier reprochait au roseau son impuissance et sa facilité à céder à tous les vents. Le roseau garda le silence et ne répondit mot. Or le vent ne tarda pas à souffler avec violence. Le roseau, secoué et courbé par les vents, s’en tira facilement ; mais l’olivier, résistant aux vents, fut cassé par leur violence.
Cette fable montre que ceux qui cèdent aux circonstances et à la force ont l’avantage sur ceux qui rivalisent avec de plus puissants. »